# Масагель
Массаге́ль (фр. Massaguel, окс. Maçaguèl) — коммуна во Франции, находится в регионе Юг — Пиренеи. Департамент — Тарн. Входит в состав кантона Ла-Монтань-Нуар. Округ коммуны — Кастр.
Код INSEE коммуны — 81160.

## География

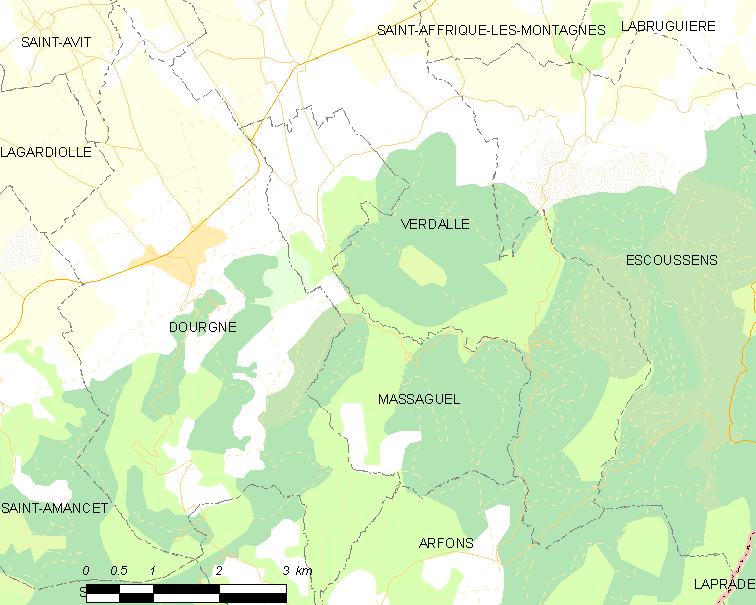
Карта коммуны

Коммуна расположена приблизительно в 600 км к югу от Парижа, в 60 км восточнее Тулузы, в 50 км к югу от Альби.
По территории коммуны протекают небольшие реки Сан и Перш (фр. Perche).

## Климат
Климат умеренно-океанический. Зима мягкая и дождливая, лето жаркое с частыми грозами. Ветры довольно редки.

## Население
Население коммуны на 2010 год составляло 422 человека.
| 1962 | 1968 | 1975 | 1982 | 1990 | 1999 | 2010 |
| ---- | ---- | ---- | ---- | ---- | ---- | ---- |
| 347  | 382  | 374  | 380  | 385  | 401  | 422  |

## Экономика
В 2007 году среди 274 человек в трудоспособном возрасте (15—64 лет) 182 были экономически активными, 92 — неактивными (показатель активности — 66,4 %, в 1999 году было 60,6 %). Из 182 активных работали 158 человек (85 мужчин и 73 женщины), безработных было 24 (11 мужчин и 13 женщин). Среди 92 неактивных 20 человек были учениками или студентами, 41 — пенсионерами, 31 были неактивными по другим причинам.

## Достопримечательности
- Замок Массагель (XIII век). Исторический памятник с 1972 года.[4]